# La Silva (Villagatón)
La Silva es una localidad española del municipio de Villagatón, en la provincia de León, comunidad autónoma de Castilla y León. 

## Localidades limítrofes
Confina con las siguientes localidades:
- Al noreste con Brañuelas.
- Al sureste con Manzanal del Puerto.
- Al sur con Montealegre.
- Al oeste con Torre del Bierzo.
- Al noroeste con La Granja de San Vicente.

## Historia
Así se describe a La Silva en el tomo XIV del Diccionario geográfico-estadístico-histórico de España y sus posesiones de Ultramar, obra impulsada por Pascual Madoz a mediados del siglo XIX:

Lugar en la provincia de León, partido judicial de Astorga, orden de San Juan de Jerusalén, audiencia territorial y capitanía general de Valladolid, ayuntamiento de Requejo y Corús. Situado en un valle a la izquierda de la carretera de Galicia; su clima es frío, pero sano. Tiene 26 casas, iglesia anejo de Montealegre dedicada a San Juan, y buenas aguas potables. Confina con la matriz y Manzanal. El terreno es flojo. Pasa por su inmediación la carretera de la Coruña según queda indicada, en que hay una venta de pocas comodidades; los demás caminos son locales y malos. Producciones: centeno, patatas y pastos; cría ganados, y alguna caza. Población: 24 vecinos, 94 almas. Contribución: con el ayuntamiento.
Diccionario geográfico-estadístico-histórico de España y sus posesiones de Ultramar

## Demografía
Evolución de la población
| Gráfica de evolución demográfica de La Silva entre 2000 y 2021     |
|                                                                    |
| Población de derecho (2000-2017) según el padrón municipal del INE |

## Patrimonio
- La iglesia está dedicada a san Lorenzo.[3]